# NGC 807
NGC 807 (другие обозначения — UGC 1571, MCG 5-6-1, ZWG 503.84, ZWG 504.6, IRAS02020+2844, PGC 7934) — эллиптическая галактика (E) в созвездии Треугольник.
Этот объект входит в число перечисленных в оригинальной редакции «Нового общего каталога».
В галактике был обнаружен диск из нейтрального водорода, имеющий очень правильное вращение и простирающийся до радиуса 60 килопарсек. Большое количество нейтрального водорода в этой галактике, возможно, является результатом слияния двух спиральных галактик. Правильное вращение диска предполагает, что если он является результатом аккреции, то она прошла очень давно (более миллиарда лет назад) и, следовательно, этот диск является долговечной структурой.
Галактика NGC 807 входит в состав группы галактик NGC 807. Помимо NGC 807 в группу также входят UGC 1565, UGC 1590, UGC 1591 и Mk 365.